# Карагинский залив
Кара́гинский залив — залив Берингова моря на северо-восточном побережье Камчатки. Расположен между полуостровами Ильпинский и Озерной. Открыт к востоку, вдаётся в материк на 117 км. Ширина залива у входа 239 км, глубина до 60 м.
В центральной части залива расположен крупный остров Карагинский, который отделён от материка проливом Литке. В северной части находится остров Верхотурова. В залив впадает много рек, крупнейшие: Макаровка, Кичига, Тымлат, Карага, Каюм, Ивашка, Истык, Начики и Ука. На побережье находятся мысы Кузмищева, Южный Входной, Ложно-Кузмищева, Паклан, Ильпинский и др. Берег обрывистый, скалистый. В заливе много бухт и заливов, крупнейшие: заливы Анапка, Уала и Кичигинский, бухты Тымлат, Оссора, Карага, Укинская губа.
Приливы величиной до 2,4 м, смешанные. Покрыт льдом с декабря по июнь.
Основные населённые пункты на побережье: Оссора, Ильпырское, Тымлат, Карага, Белореченск, Макарьевск и Ивашка.
Административно залив входит в Камчатский край России.